# Acrocera stansburyi
Acrocera stansburyi är en tvåvingeart som beskrevs av Johnson 1923. Acrocera stansburyi ingår i släktet Acrocera och familjen kulflugor.
Artens utbredningsområde är Utah. Inga underarter finns listade i Catalogue of Life.